# Aphelandra macrostachya
Aphelandra macrostachya är en akantusväxtart som beskrevs av Christian Gottfried Daniel Nees von Esenbeck. Aphelandra macrostachya ingår i släktet Aphelandra och familjen akantusväxter. Inga underarter finns listade i Catalogue of Life.